# Megamecus
Megamecus är ett släkte av skalbaggar. Megamecus ingår i familjen vivlar.

## Dottertaxa tillMegamecus, i alfabetisk ordning[1]
- Megamecus albilaterus
- Megamecus albomarginatus
- Megamecus albosquamosus
- Megamecus argentatus
- Megamecus beatus
- Megamecus bidentulus
- Megamecus cervulus
- Megamecus chlorophanus
- Megamecus cinctus
- Megamecus circumdatus
- Megamecus confinis
- Megamecus funicularis
- Megamecus hololeucus
- Megamecus lateralis
- Megamecus nothus
- Megamecus ocularis
- Megamecus planirostris
- Megamecus robustus
- Megamecus sahariensis
- Megamecus shevketi
- Megamecus subtilis
- Megamecus urbanus
- Megamecus variegatus
- Megamecus viridans